# Epizoanthus sabulosus
Epizoanthus sabulosus är en korallart som beskrevs av Cutress 1971. Epizoanthus sabulosus ingår i släktet Epizoanthus och familjen Epizoanthidae. Inga underarter finns listade i Catalogue of Life.